# Gyrodoma hispida
 Gyrodoma hispida    (Vatke) Wild, 1974 è una specie di piante angiosperme dicotiledoni della famiglia delle Asteraceae, sottofamiglia Asteroideae,  tribù Astereae (Bellis lineage) e sottotribù Grangeinae.  Gyrodoma hispida  è anche l'unica specie del genere  Gyrodoma   Wild, 1974.

## Etimologia
Il nome scientifico della specie è stato definito dai botanici Wilhelm Vatke (1849-1889) e Hiram Wild (1917-1982) nella pubblicazione " Kirkia; The Zimbabwe Journal of Botany. Harare, Zimbabwe" (Kirkia 9(2): 294) del 1974. Il nome scientifico del genere è stato definito nella stessa pubblicazione.

## Descrizione
Portamento. La specie di questa voce ha un habitus di tipo erbaceo annuale. Gli steli, le foglie e l'involucro sono ispidi o irsuti.
Fusto. La parte aerea varia da decombente a ascendente, semplice o ramosa alla base. 
Foglie. Le foglie sono disposte in modo alternato. Sono presenti sia foglie basali che cauline. Quelle basali sono brevemente picciolate con forme da oblunghe a oblanceolate, da sparsamente dentate a pennatifide con lobi da oblunghi a oblanceolati. Quelle cauline sono attenuate e si restringono alla base.
Infiorescenza. Le sinflorescenze sono scapose (capolini solitari). Le infiorescenze vere e proprie sono composte da un capolino terminale lungamente peduncolato di tipo radiato con fiori eterogami. I capolini sono formati da un involucro, con forme da campanulate a subpatelliforme, composto da diverse brattee, al cui interno un ricettacolo fa da base ai fiori di due tipi: fiori del raggio e fiori del disco. Le brattee, non carenate, con margini membranosi e a consistenza erbacea, sono disposte in modo più o meno embricato su 2 serie. Il ricettacolo può essere sia nudo che con pagliette a protezione della base dei fiori; la forma è emisferica-conica.
Fiori.  I fiori sono tetra-ciclici (formati cioè da 4 verticilli: calice – corolla – androceo – gineceo) e pentameri (calice e corolla formati da 5 elementi). Si distinguono in:
- fiori del raggio (esterni): sono femminili e sono disposti su una serie; la forma è ligulata (zigomorfa);
- fiori del disco (centrali): sono più numerosi con forme brevemente tubulose (attinomorfe); sono ermafroditi.

- Formula fiorale:

*/x K {\displaystyle \infty }, [C (5), A (5)], G 2 (infero), achenio
- Calice: i sepali del calice sono ridotti ad una coroncina di squame.

- Corolla: 
  - fiori del raggio: la forma della corolla alla base è più o meno tubulosa-imbutiforme, mentre all'apice le ligule, ricurve, sono appena sporgenti l'involucro; il colore è bianco o blu pallido;
  - fiori del disco: la forma è corta-tubulare terminante in alcuni lobi patenti e triangolari; il colore è giallo.

- Androceo: l'androceo è formato da 5 stami sorretti da filamenti generalmente liberi; gli stami sono connati e formano un manicotto circondante lo stilo; le teche (produttrici del polline) alla base sono troncate e sono lievemente auricolate (molto raramente sono speronate o hanno una coda); le appendici apicali delle antere hanno delle forme piatte e lanceolate; il tessuto endoteciale (rivestimento interno dell'antera) è quasi sempre polarizzato (con due superfici distinte: una verso l'esterno e una verso l'interno). Il polline è sferico con un diametro medio di circa 25 micron;  è tricolporato (con tre aperture sia di tipo a fessura che tipo isodiametrica o poro) ed è echinato (con punte sporgenti).[9][11]

- Gineceo: l'ovario è infero uniloculare formato da 2 carpelli.[5] Lo stilo (il recettore del polline) è profondamente bifido (con due stigmi divergenti) e con le linee stigmatiche marginali separate.[12] I due bracci dello stilo hanno una forma ottuse.

Frutti. I frutti sono degli acheni con pappo; in alcune specie è presente un certo dimorfismo (gli acheni dei fiori del raggio differiscono dagli acheni dei fiori del disco);
- achenio: gli acheni, con forme strettamente elicoidali, sono setolosi; la parete dell'achenio è formata da celle contenenti rafidi ma prive di fitomelanina; il carpoforo normalmente è anulare; le setole talvolta hanno delle punte a forma di ancora;
- pappo: il pappo è formato da minute scaglie.

## Biologia
Impollinazione: tramite insetti (impollinazione entomogama tramite farfalle diurne e notturne).

Riproduzione: la fecondazione avviene fondamentalmente tramite l'impollinazione dei fiori.

Dispersione: i semi cadono a terra e vengono dispersi soprattutto da insetti come formiche (disseminazione mirmecoria). Un altro tipo di dispersione è zoocoria: gli uncini delle brattee dell'involucro (se presenti) si agganciano ai peli degli animali di passaggio che portano così i semi anche su lunghe distanze. Inoltre per merito del pappo il vento può trasportare i semi anche per alcuni chilometri (disseminazione anemocora).

## Distribuzione e habitat
La specie di questa voce è distribuita in Mozambico.

## Sistematica
La famiglia di appartenenza di questa voce (Asteraceae o Compositae, nomen conservandum) probabilmente originaria del Sud America, è la più numerosa del mondo vegetale, comprende oltre 23.000 specie distribuite su 1.535 generi, oppure 22.750 specie e 1.530 generi secondo altre fonti (una delle checklist più aggiornata elenca fino a 1.679 generi). La famiglia attualmente (2021) è divisa in 16 sottofamiglie; la sottofamiglia Asteroideae è una di queste e rappresenta l'evoluzione più recente di tutta la famiglia.

### Filogenesi
La tribù Astereae (una delle 21 tribù della sottofamiglia Asteroideae) comprende circa 40 sottotribù. In base alle ultime ricerche nella tribù sono stati individuati (provvisoriamente) 5 principali lignaggi:
- Basal grade: include alcuni generi isolati, il gruppo "South American-Oceania",  alcune sottotribù africane e il gruppo dei generi legnosi del Madagascar.
- Bellis lineage: comprende le sottotribù eurasiatiche e una sottotribù africana.
- Aster lineage: include i generi asiatici di Asterinae e i principali gruppi dell'Australia e dell'Oceania.
- Baccharis lineage: include alcuni gruppi sudamericani.
- North American lineage: include la vasta gamma di sottotribù del Nordamerica, Messico e alcuni gruppi distribuiti nel Sudamerica.

Il genere  Gyrodoma  (insieme alla sottotribù Grangeinae) è incluso nel lignaggio "Bellis lineage" relativo agli areali dell'Africa, Madagascar e Asia sud-est. La sottotribù Grangeinae è divisa in tre gruppi: un gruppo eterogeneo, uno denominato "Psiadia group" e alcuni taxa Incertae sedis. Il genere di questa voce è incluso nel primo gruppo.
I caratteri distintivi della specie  Gyrodoma hispida  sono:
- le foglie sono pennatifide con lobi dentati;
- la corolla dei fiori femminili è di tipo radiato;
- il ricettacolo varia da emisferico a conico.

### Sinonimi
Sono elencati alcuni sinonimi per questa entità:
- Brachyscome hispida (Vatke) Klatt
- Matricaria hispida  Vatke
- Bellis mossambicensis  (Oliv. & Hiern) Klatt
- Brachyscome mossambicensis  Oliv. & Hiern